# Bellamy Mansion
La mansión Bellamy, construida entre 1859 y 1861, es una mezcla de estilos arquitectónicos neoclásicos, incluidos el renacimiento griego y el estilo italiano, y está ubicada en 503 Market Street en el corazón del centro de Wilmington, Carolina del Norte. Es uno de los mejores ejemplos de Antebellum a la guerra de Carolina del Norte. Es un edificio que contribuye en el distrito histórico de Wilmington.

## Fondo
En 1860, Wilmington era la ciudad más grande de Carolina del Norte por población y era la número uno en el mundo en la industria de tiendas navales. Se consideraba una ciudad portuaria cosmopolita donde hombres como el Dr. John D. Bellamy podían avanzar política, económica y culturalmente. Diseñada con estilo neogriego e italiano, esta casa de veintidós habitaciones fue construida con el trabajo de carpinteros calificados esclavizados y artesanos negros liberados. En 1860 se trataba de un sitio de construcción. El arquitecto James F. Post, natural de Nueva Jersey, y su ayudante, el dibujante Rufus W. Bunnell de Connecticut, supervisaron la construcción de la mansión. Originalmente construida como una residencia privada para la familia del Dr. John D. Bellamy, un destacado propietario de una plantación, médico y hombre de negocios, la mansión ha soportado una notable serie de eventos a lo largo de su existencia. Sra. Los jardines formales de Bellamy no se plantaron hasta cerca de 1870, y cuando se construyó la mansión por primera vez no había grandes árboles de sombra como los de hoy. Cuando el Dr. Bellamy y Eliza Bellamy se mudaron a la casa a principios de 1861, habían estado casados durante veinte años y se habían mudado con ocho hijos cuyas edades iban desde un adulto joven hasta un niño pequeño. De hecho, Eliza estaba embarazada de su décimo hijo. Diez Bellamy se mudaron a la casa grande mientras que nueve trabajadores esclavizados se mudaron a las dependencias. Fue tomada por las tropas federales durante la guerra civil estadounidense, sobrevivió a un incendio desastroso en 1972, fue el hogar de dos generaciones de miembros de la familia Bellamy, y ahora, luego de una extensa restauración y conservación durante varias décadas, la Mansión Bellamy es un museo en pleno funcionamiento. de historia y artes del diseño.
Ahora es una propiedad de administración de Preservation North Carolina, una organización privada sin fines de lucro dedicada a la protección de sitios históricos en Carolina del Norte.

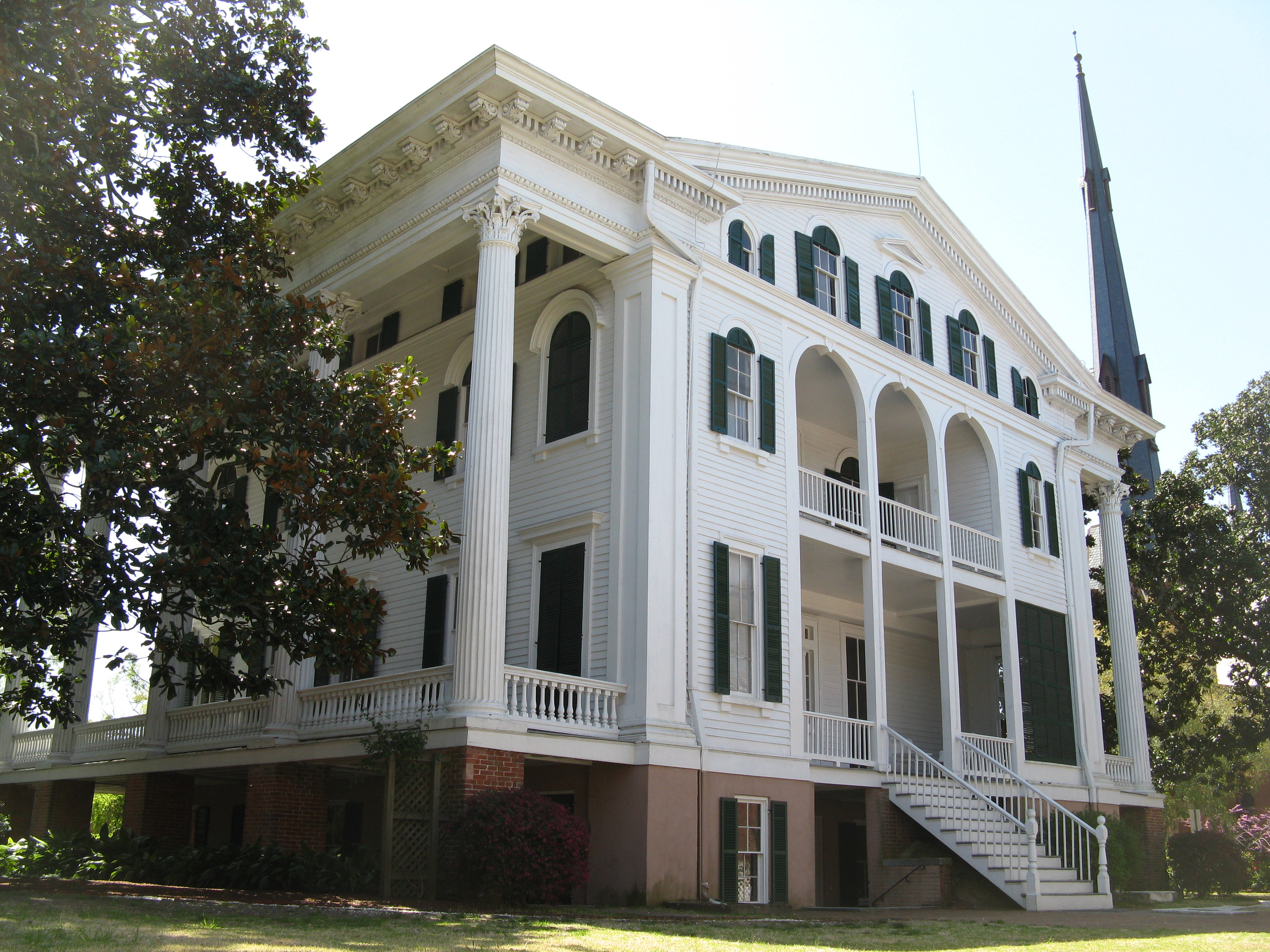
Vista trasera

### Familia
John Dillard Bellamy, MD (18 de septiembre de 1817 - 30 de agosto de 1896) se casó con Eliza McIlhenny Harriss (6 de agosto de 1821 - 18 de octubre de 1907) el 12 de junio de 1839. Durante los siguientes veintidós años, el Dr. y la Sra. Bellamy dio la bienvenida a diez niños a su familia: Mary Elizabeth (Belle) (1840–1900) sería la primera, seguida de Marsden (1843–1909), William James Harriss (1844–1911), Eliza (Liza) (1845–1929), Ellen Douglass (1852–1946), John Dillard Jr. (1854–1942), George Harriss (1856–1924), Kate Taylor (1858–1858), Chesley Calhoun (1859–1881) y Robert Rankin (1861–1926)).
Cuando era joven, John Dillard Bellamy, Sr. heredó una gran parte de la plantación de su padre en el condado de Horry, Carolina del Sur, aproximadamente a los 18 años, junto con varios trabajadores esclavizados. John pronto se mudó a Wilmington, Carolina del Norte, para comenzar a estudiar medicina con el Dr. William James Harriss. Se fue durante dos años en 1837 para estudiar en el Jefferson Medical College en Filadelfia, Pensilvania, y regresó a Wilmington en 1839 para casarse con Eliza, la hija mayor de Harriss y hacerse cargo de la práctica médica del Dr. Harriss tras la prematura muerte del padre de Eliza en julio. Después de su boda, Bellamy se hizo cargo de la práctica médica del Dr. William James Harriss en julio de 1839. Los Bellamy vivían en la casa de la calle Dock de la madre recién viuda de Eliza, Mary Priscilla Jennings Harriss. A su muerte, el Dr. Harriss dejó a su esposa, junto con siete hijos y catorce trabajadores esclavos que también vivían en la casa. John y Eliza recibieron a cuatro de sus propios hijos en la casa de Dock Street antes de mudarse al otro lado de la calle en 1846 a la antigua residencia del decimosexto gobernador, Benjamin Smith . Fue aquí, de 1852 a 1859, donde nacieron los siguientes cinco de los diez hijos de Bellamy.
En 1860, cuando la familia Bellamy se preparaba para mudarse a su nuevo hogar en Market Street, su familia incluía ocho hijos, de edades comprendidas entre uno y diecinueve años. Junto con los diez miembros de la familia Bellamy, nueve trabajadores esclavos también vivían en la casa. En 1861, Robert Rankin fue el último de los niños y el único que nació en la mansión de Market Street.
La prosperidad del Dr. Bellamy siguió creciendo durante la segunda mitad del siglo XIX y en 1850 figuraba como " comerciante" en el censo. Su práctica médica fue exitosa; sin embargo, la mayor parte de su riqueza provino de la operación de una destilería de trementina en el condado de Brunswick, su puesto como director del Bank of the Cape Fear y su inversión, como director y accionista, en Wilmington and Weldon Railroad. Grovely Plantation era una plantación de productos de "casi diez mil acres" en Town Creek en el condado de Brunswick, ahora un desarrollo actual de Brunswick Forest, en el que el Dr. Bellamy criaba ganado y cultivos como "trigo, avena, maíz y maní". En 1860, tenía 82 trabajadores esclavos viviendo en 17 "cabañas de esclavos" en Grovely, mientras que la familia vivía en una casa "cómoda y agradable" que "no era una mansión majestuosa". Grist Plantation era una plantación de trementina en el condado de Columbus, cerca de Chadbourn, Carolina del Norte . El Dr. Bellamy mantuvo a 24 hombres esclavizados entre las edades de 18 a 40 viviendo en 9 cabañas de esclavos. El trabajo fue extremadamente difícil para los trabajadores esclavizados pero muy rentable para el Dr. Bellamy. Según John D. Bellamy, Jr., su padre le dijo sobre la casa en 5th and Market que "la cantidad de su costo era solo la ganancia de un año que obtuvo en Grist". El Dr. Bellamy era un hombre extremadamente rico como lo indican sus tierras y tenencias de esclavos. En 1860, poseía 114 trabajadores esclavos en Carolina del Norte repartidos en tres condados. Solo otros 117 hombres en todo el estado poseían entre 100 y 199 trabajadores esclavos de una población propietaria de esclavos de casi 35,000, lo que significa que John D. Bellamy estaba en el escalón superior y de la clase de plantadores.

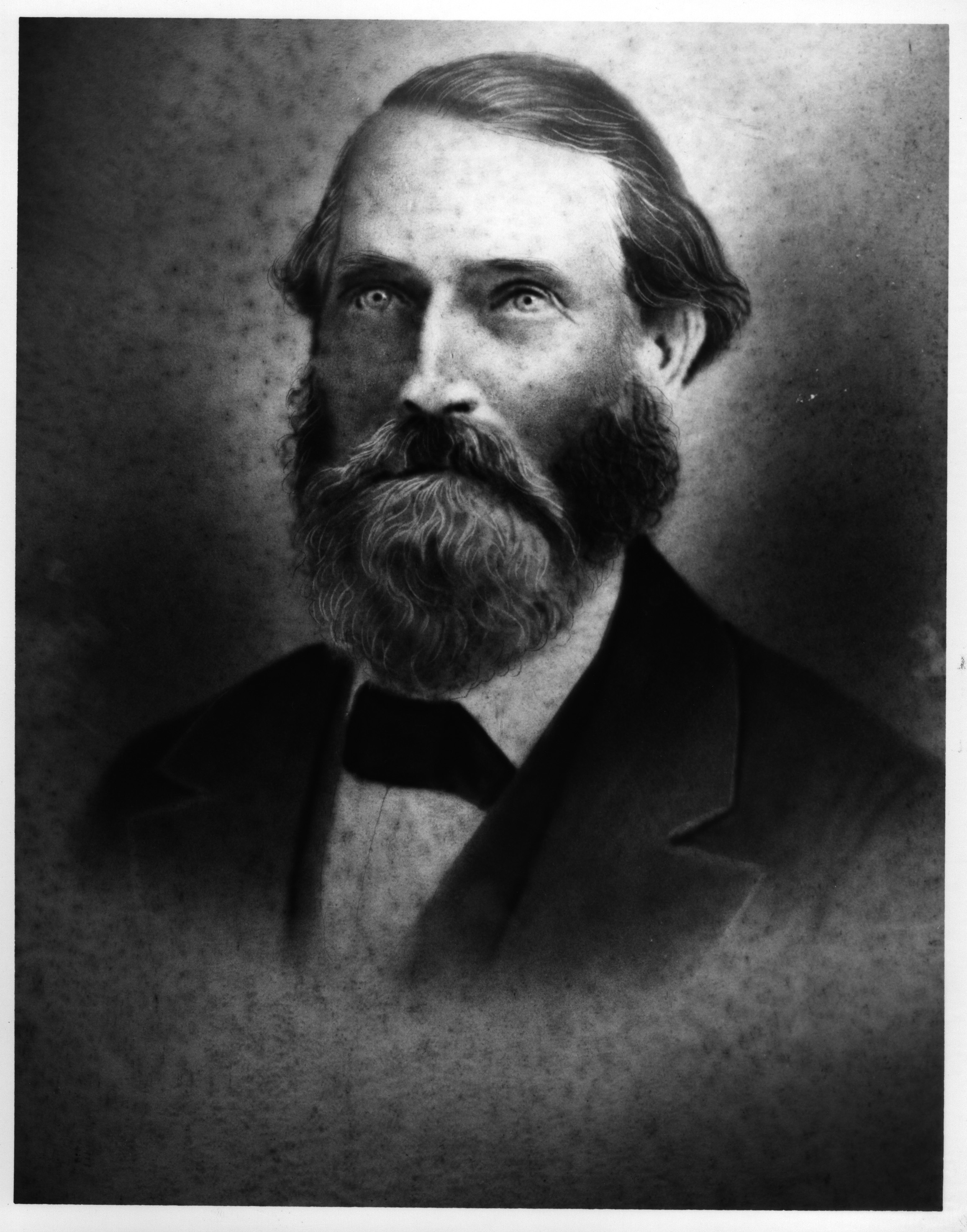
Dr. John Dillard Bellamy.

Los hijos del Dr. John D. Bellamy siguieron los pasos de su padre y se convirtieron en estudiantes exitosos y hombres de carrera dentro y fuera de Wilmington. Marsden, el mayor de los hijos, se convirtió en un destacado abogado litigante en Wilmington. William desarrolló su propia práctica médica exitosa, tal como lo habían hecho antes su padre y su abuelo en Wilmington. George se convirtió en agricultor y se hizo cargo de Grovely Plantation, tierra que su padre había comprado en 1842 en el condado de Brunswick, Carolina del Norte, y más tarde sirvió varios mandatos en el Senado de Carolina del Norte entre 1893 y 1914. El hijo menor, Robert, se convirtió en un exitoso hombre de negocios en la industria farmacéutica. John Jr. asistió al Davidson College ya la Facultad de Derecho de la Universidad de Virginia y finalmente se convirtió en un político exitoso en el Partido Demócrata conservador. De 1899 a 1903, John Jr. representó a Carolina del Norte como congresista de los Estados Unidos y se desempeñó como decano de la Asociación de Abogados de Carolina del Norte de 1926 a 1927. Chesley Calhoun lamentablemente murió a la temprana edad de veintiún años, mientras estudiaba en Davidson College.
Solo una de las cuatro hijas del Dr. y la Sra. John D. Bellamy creció para casarse y tener hijos. Mary Elizabeth (Belle) se casó con William Jefferson Duffie de Columbia, Carolina del Sur el 12 de septiembre de 1876. Tuvieron dos hijos, Eliza (Elise) Bellamy Duffie y Ellen Douglas Duffie. De las otras tres hijas del Dr. y la Sra. Bellamy, Eliza y Ellen vivieron sus días de soltería en la mansión familiar en Market Street, mientras que Kate Taylor murió cuando era niña en 1858. Más adelante en su vida, Ellen escribiría sus memorias Back With the Tide, que proporciona un relato informativo interno de Bellamy Mansion y su historia.
En marzo de 1861, la familia se preparó para mudarse a su nuevo hogar en Market Street y realizó una fiesta de inauguración de la casa, así como la celebración de las bodas de dos primos. La mesa del comedor aquí estaba "cargada con todo lo posiblemente bueno", pero la Guerra Civil estalló el mes siguiente y "terminó todo el entretenimiento durante cuatro largos años".
Dos meses después de mudarse a la nueva casa, el 20 de mayo de 1861, Carolina del Norte se separó oficialmente de la Unión . El Dr. Bellamy era secesionista y asumió el honor de encabezar el comité de bienvenida cuando Jefferson Davis visitó Wilmington a fines de mayo. John Jr. describió a su padre como un "ferviente secesionista, demócrata de Calhoun, y nunca después de la guerra ' reconstruido '". El Dr. Bellamy estaba tan orgulloso de la secesión de Carolina del Sur en diciembre de 1860 y tan consternado de que muchas familias prominentes de Wilmington "no participaran en la celebración del retiro de Carolina del Sur de la Unión, compró todos los barriles de alquitrán vacíos en Wilmington y los hizo esparcir a lo largo de Front Street... y tuvo una gran fogata y procesión en la noche, tres días antes de la Navidad de 1860. Consiguió una banda de música y encabezó él mismo la columna de marcha, en las calles Front y Market, con su hijito y homónimo, el autor, a su lado, ¡llevando una antorcha sobre su hombro! ¡Fue una noche para vivir siempre en su memoria, y de la que siempre estuvo orgulloso!" Marsden Bellamy, el mayor de los hijos, se había alistado en los voluntarios de Escocia Neck Cavalry antes de la secesión oficial, y luego se alistó en la Marina Confederada . Solo unos meses después, su hermano menor William se uniría a los Wilmington Rifle Guards.

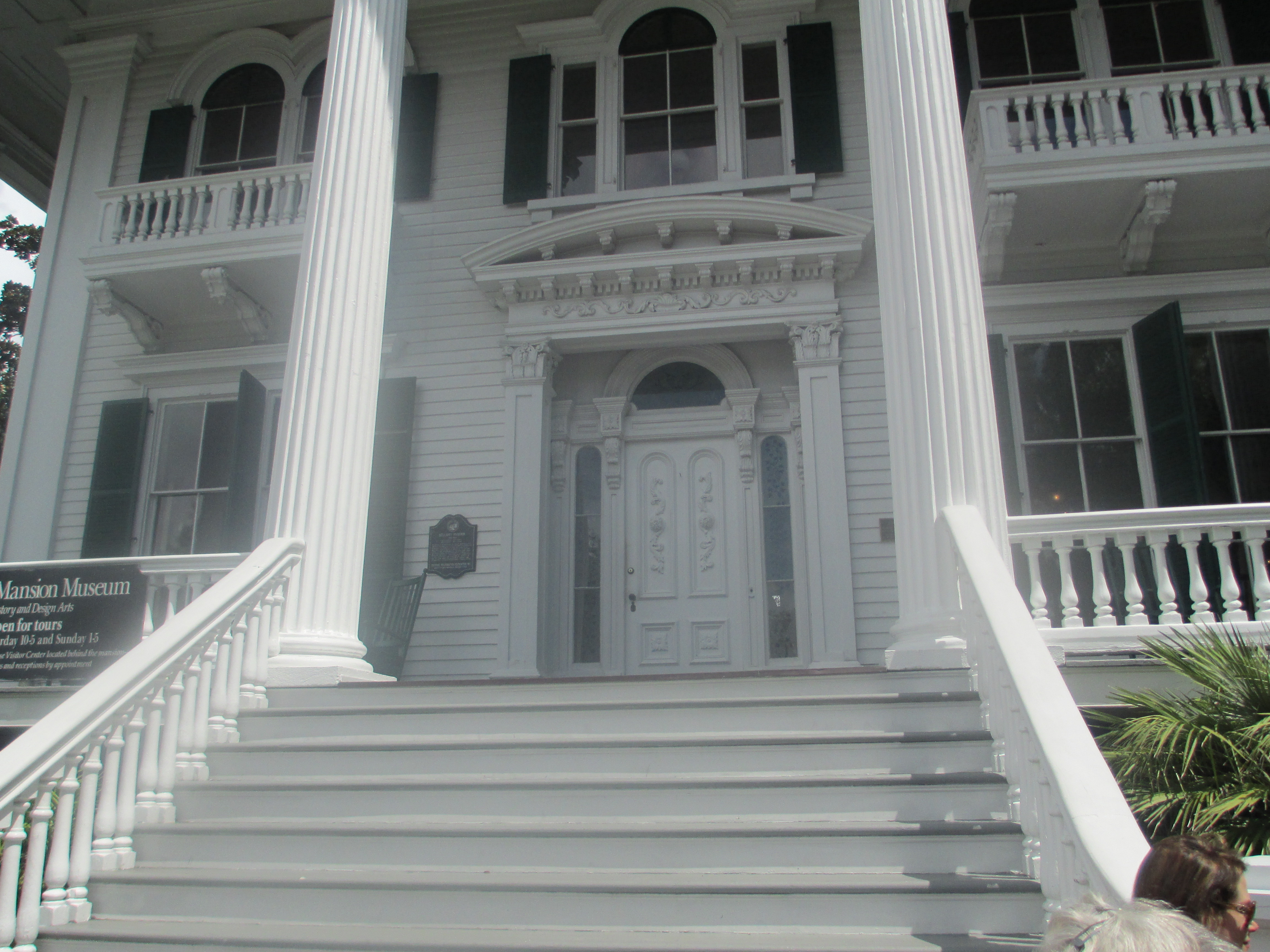
Los escalones de la entrada a la Mansión Bellamy

Cuando la familia regresó, Mary Elizabeth y Eliza volvieron a vivir con sus padres. Ellen tenía 13 años y cuatro hermanos menores crecían en la casa. Tres de los hermanos están representados en retratos. John Jr. tenía unos 10 años cuando regresaron. Creció para convertirse en político, abogado y congresista estadounidense. (retrato encima de la chimenea. Chesley tenía casi 6 años. Chesley fue a Davidson College, contrajo un virus y volvió a casa para morir antes de cumplir 21 años. (retrato junto a una mecedora). Robert fue el único Bellamy nacido en esta casa, y cuando se mudaron de nuevo tenía unos 4 años. Luego se convirtió en un exitoso comerciante y farmacéutico educado en la universidad de Davidson en la ciudad. (retrato sobre el sofá). George, el único que no aparece en el salón familiar, tenía 8 años cuando se mudaron en 1865. Luego se convirtió en agricultor y dirigió Grovely Plantation para su padre cuando creció.

### Trabajadores asalariados y esclavizados
Diez Bellamy se mudaron a la casa grande mientras que nueve trabajadores esclavizados se mudaron a las dependencias. Guy Nixon, el mayordomo y conductor del carruaje de los Bellamy, hacía mandados, abría la puerta y servía las comidas. Tony Bellamy, el cuidador, probablemente se encargó del mantenimiento y mantenimiento de los terrenos de la propiedad. El hecho de que tomó el apellido del Dr. Bellamy después de la emancipación probablemente significa que vivía principalmente en Grovely y solo venía a la ciudad cuando era necesario. Si las reparaciones y el trabajo necesarios requerían que se quedara en Wilmington durante la noche o más, lo más probable es que hubiera dormido en la misma área que Guy. Sarah Miller Sampson (1815-1896) perteneció al Dr. William Harriss, suegro del Dr. John D. Bellamy, y fue entregada a Eliza y John D. Bellamy en 1839, año de su matrimonio y de la muerte del Dr. Harriss. muerte prematura pocas semanas después de la ceremonia. Rosella y otras seis mujeres también trabajaban en el hogar, incluida Joan, nodriza y niñera de los niños Bellamy; Caroline, la hija de Joan (que tenía 7 años en 1860) y fue descrita como la Sra. la "pequeña doncella " de Bellamy que seguía a Eliza "de un pie a otro"; Mary Ann, una niña de 14 años en 1860 que probablemente estaba aprendiendo tareas de Sarah, Joan y Rosella. También se incluyeron en el censo una niña de 4 años, una niña de 3 años y una niña de 1 año.
Los artesanos esclavizados, como albañiles, carpinteros y yeseros, fueron contratados por el Dr. Bellamy en lo que se conocía como el sistema de "alquiler" en el que los trabajadores esclavizados se congregaban en Market House cerca del día de Año Nuevo y los hombres ricos los contrataban. en los contratos temporales, generalmente en la construcción. Rufus Bunnell señaló el 2 de enero de 1860 que "Cientos de esclavos (egro ) se apiñaron en Market House ... sentados o de pie en el clima adverso" para renovar sus contratos.
Incluso aquellos que habían construido la Mansión Bellamy se unirían al esfuerzo de guerra en ambos lados de la línea Mason-Dixon. El arquitecto James F. Post se había unido a la artillería confederada e incluso ayudó a construir varias estructuras en Fort Fisher y Fort Anderson . Como había regresado al norte después de completar sus deberes, el dibujante Rufus W. Bunnell se había unido al regimiento de Connecticut del Ejército de la Unión. Solo una de las cuatro hijas del Dr. 

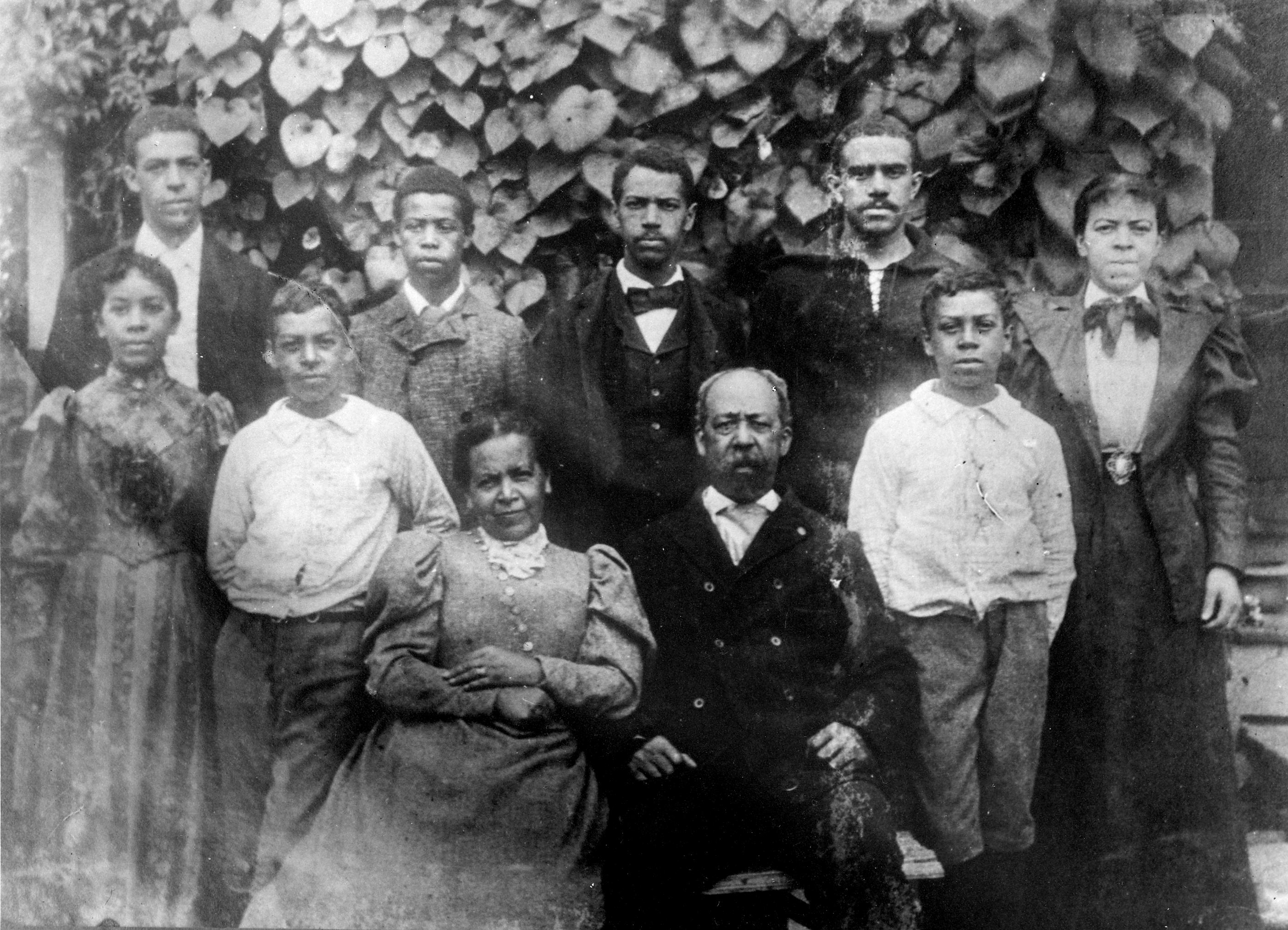
familia gould

William B. Gould, un mulato, era propiedad de la familia Nixon y era un yesero que fue contratado por el Dr. Bellamy. El yesero esclavizado logró escapar de Wilmington con varios otros trabajadores esclavizados en la noche del 21 de septiembre de 1862. Ocho trabajadores esclavizados remaron en un pequeño bote por el río Cape Fear hasta un barco de bloqueo de la Unión, donde Gould y algunos de los otros se unieron a la marina de la Unión . A pesar de que era ilegal enseñar a los esclavos a leer y/o escribir en Carolina del Norte en 1830, Gould había llevado un extenso diario durante la guerra, que se cree que es uno de los pocos diarios escritos por un ex esclavo que sirvió en la Guerra Civil. en existencia hoy. Más tarde, Gould continuó enyesando en Massachusetts, donde se casó y tuvo ocho hijos. En la década de 1990, su bisnieto, William B. Gould IV, editó el diario de Gould en un libro titulado Diario de un contrabandista: El paso de un marinero negro en la Guerra Civil.
Después de que la familia se instaló nuevamente en su hogar y el Dr. Bellamy reinició la producción en Grovely, por supuesto, estaba utilizando mano de obra remunerada. De los trabajadores esclavizados que habían residido aquí antes de la Guerra Civil, solo uno permaneció como sirviente pagado. Mary Ann Nixon todavía trabajaba para los Bellamy en 1870 y todavía vivía en los barrios de esclavos con otro " sirviente doméstico ". Sarah aparentemente se retiró y en 1866 vivía en Red Cross St. con su esposo, Aaron Sampson. Sarah y Aaron se casaron cuando Sarah tenía solo 15 años, pero no vivieron juntos hasta que ella cumplió los 50 años. Fue incluida en el censo de 1870 como "cuidadora de la casa". Aaron era un carpintero esclavizado que continuó como carpintero en Wilmington después de la emancipación.

### Historia

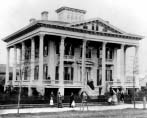
Una foto de la Mansión Bellamy tomada de Market Street en 1873

Solo una de las cuatro hijas del Dr. Mientras continuaba la guerra, los Bellamy permanecieron en su nueva casa de Market Street. Sin embargo, el brote mortal de una epidemia de fiebre amarilla había comenzado a extenderse por todo Wilmington y la familia se vio obligada a refugiarse en Grovely Plantation. El 15 de enero de 1865, el Dr. Bellamy y su familia se enteraron de que Fort Fisher había caído en manos de las tropas federales bajo el mando del general Alfred H. Terry . Este fue un golpe devastador para la Confederación, ya que Wilmington era el último puerto importante que abastecía a los estados del sur.
Mientras la familia todavía estaba en Grovely Plantation, las tropas federales llegaron a Wilmington el 22 de febrero, después de haber empujado a muchas de las tropas confederadas hacia el interior. Los dirigentes sindicales se refugiaron en las casas más bonitas de la ciudad cuyos propietarios se habían visto obligados a abandonarlas. La Casa de Bellamy fue rápidamente ocupada y elegida como cuartel general del personal militar . El 1 de marzo de 1865, el general Joseph Roswell Hawley fue puesto a cargo del Distrito de Wilmington y se le asignó la Casa de Bellamy. Poco después, la esposa del general, Harriet Foote Hawley, una enfermera de guerra con experiencia, llegó a Wilmington en abril de 1865 para ayudar a atender a los heridos.

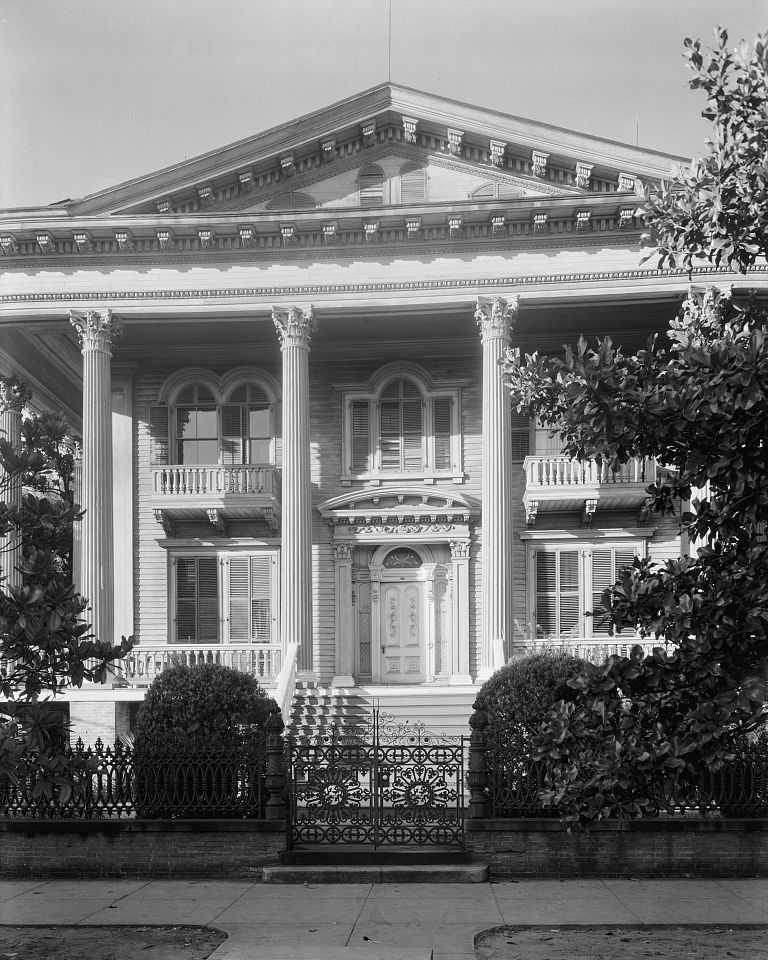
Mansión Bellamy, ca. 1937.

Después del final oficial de la guerra en abril de 1865, el gobierno federal se apoderó de las propiedades del sur, incluidos terrenos, edificios y casas del Dr. Bellamy. Los Bellamy vinieron a reclamar su casa, pero al Dr. Bellamy no se le permitió entrar en Wilmington, cortesía del general Hawley; la reputación del Dr. Bellamy le precedía. general Joseph Hawley escribió sobre el Dr. Bellamy a otro funcionario de la Unión al recibir el juramento de lealtad del Dr. Bellamy al gobierno federal, diciendo: "Como muestra del temperamento de ciertas personas, adjunto una copia de una solicitud de JD Bellamy, que se explica por sí sola. . Bellamy era aquí un secesionista rabioso y tiranizaba a todos los sospechosos de unionismo. Se escapó, pero solo para ponerse bajo los pies de las fuerzas del general Sherman. Desde un condado vecino envía este llamamiento. Le he respondido verbalmente que después de cuatro años de hacer su cama, ahora debe acostarse en ella por un rato. No tengo tiempo para llevarlo dentro de las líneas".
Sra. Bellamy había viajado a Wilmington en mayo de 1865 para reunirse con la Sra. Harriett Foote Hawley con la esperanza de recuperar su casa. Se supone que no fue fácil para Eliza Bellamy ser entretenida por un " yankee " en su propia casa, pero se ha informado que se comportó como una dama sureña adecuada y actuó con cortesía. Ellen describe que su madre tenía intenciones de recuperar su hogar, pero la reunión no salió según lo planeado. Eliza y Harriett eran muy diferentes, con una gran diferencia: Eliza era una confederada a favor de la esclavitud, mientras que Harriett era de una familia abolicionista incondicional de Hartford, Connecticut. De hecho, Harriett era prima hermana de Harriet Beecher Stowe, quien escribió la obra abolicionista La cabaña del tío Tom . Eliza recordó que Harriett escupió tabaco en la chimenea. Eliza también estaba molesta porque Harriett le ofreció "algunos higos... que la tía Sarah había recogido". Sarah sirvió a los oficiales de la Unión y lo más probable es que le pagaran por su servicio. General y Sra. Hawley se fue a Richmond, Virginia poco después, sin embargo, la casa todavía estaba ocupada por otros soldados de la Unión. Después del final oficial de la guer

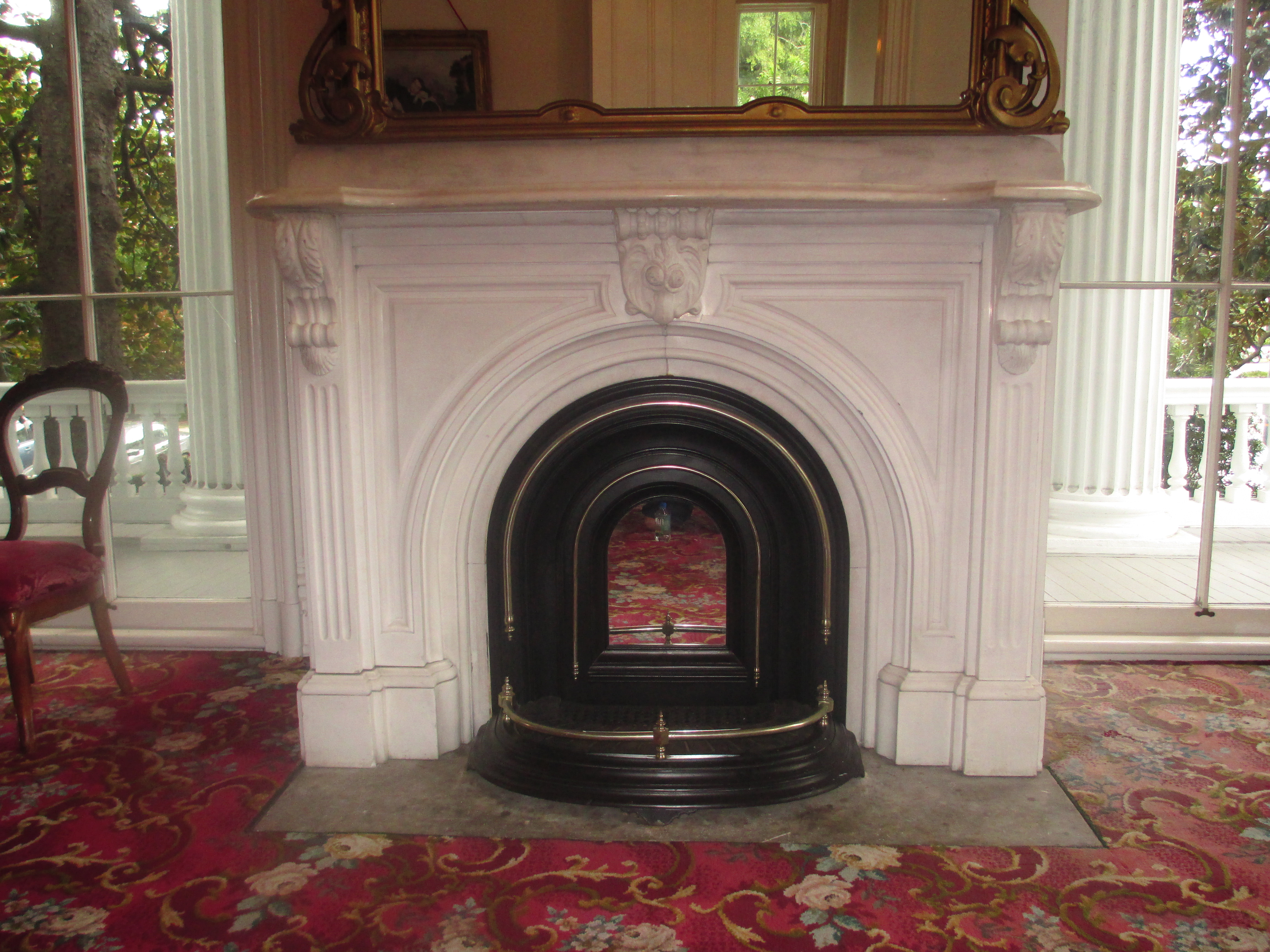
Chimenea elegante en Bellamy Mansion

El proceso de recuperación de la casa del Dr. Bellamy fue largo, probablemente debido a sus puntos de vista políticos y su condición anterior como gran propietario de esclavos . En el verano de 1865, solicitó un indulto para reclamar su propiedad. El 21 de agosto, recibió un indulto presidencial de Andrew Johnson para recuperar la tierra de su plantación y los edificios comerciales, pero Bellamy House en Market Street todavía estaba bajo control militar. Eliza escribió a Belle que "los espejos, los mantos y los accesorios de gas están muy poco abusados", pero las "paredes, la pintura y los pisos vergonzosamente" están sucios. Incluso describió el sótano como "más como un corral de cerdos que cualquier otra cosa". A fines de septiembre de 1865, la familia Bellamy intentó regresar a su hogar en Wilmington.
El Dr. Bellamy finalmente obtuvo su propiedad, pero ahora tenía que contratar trabajadores liberados para la destilería de trementina, Grovely Plantation y la casa familiar en Market Street. Reanudó su práctica de la medicina para obtener el dinero extra necesario para pagar las deudas provocadas por la construcción de la mansión, la guerra y la ocupación militar. A principios de la década de 1870, cuando los niños crecieron, la Sra. Bellamy junto con su hija Ellen, hicieron planes para rodear la propiedad de la casa con una hermosa cerca de hierro negro, la cual encerraría un pintoresco jardín que sería diseñado por la Sra. la propia Bellamy. Ahora podía dedicarse a su afición, la horticultura. Esta valla y el jardín se han mantenido a lo largo de los años y hoy permanecen en los terrenos de la mansión.
A lo largo del resto del siglo XIX, los hijos del Dr. y la Sra. Bellamy continuaría viviendo sus vidas como exitosos hombres de negocios, granjeros, políticos, médicos, amas de casa, padres y madres. El Dr. Bellamy murió justo antes del cambio de siglo en 1896, y su esposa Eliza falleció aproximadamente diez años después, en 1907. Eliza y Ellen, las hijas del Dr. y la Sra. Bellamy vivió el resto de sus días en la mansión, Eliza falleció en 1929 y Ellen en 1946.

## Arquitectura

### Diseño y construcción

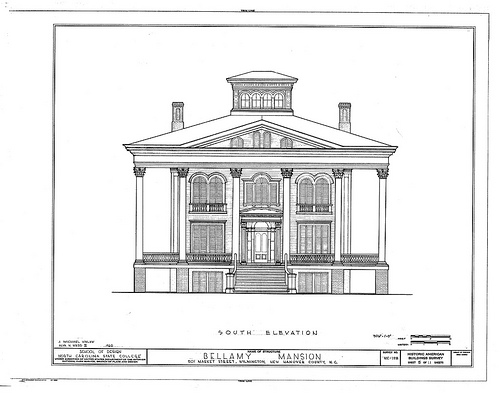
Dibujo de la fachada sur, Bellamy Mansion, Encuesta de edificios históricos estadounidenses

No está claro de dónde provino la idea de una estructura tan elaborada con una columnata completa, pero ciertas señales apuntan al ojo artístico de Belle, la primera niña Bellamy. Mientras estudiaba en Carolina del Sur, le había gustado una casa cercana en Columbia que presentaba un diseño similar, por lo que compartió sus ideas con el Dr. Bellamy y, finalmente, con el dibujante, Rufus W. Bunnell. El Dr. Bellamy contrató a James F. Post, un arquitecto de Wilmington que había sido el supervisor de la construcción de Thalian Hall, diseñado por el renombrado John M. Trimble. En mayo de 1859, Post contrató a Bunnell como arquitecto asistente. Henry Taylor fue otro carpintero que trabajó en la casa. Nacido de un hombre blanco que también era su amo, se sabía que nominalmente era un hombre esclavo, pero tratado como libre. Los dibujos para la nueva casa del Dr. Bellamy se producirían a finales del verano y principios del otoño, y en octubre comenzó la excavación del sitio de construcción y se colocaron los cimientos. Después del final oficial de la guer

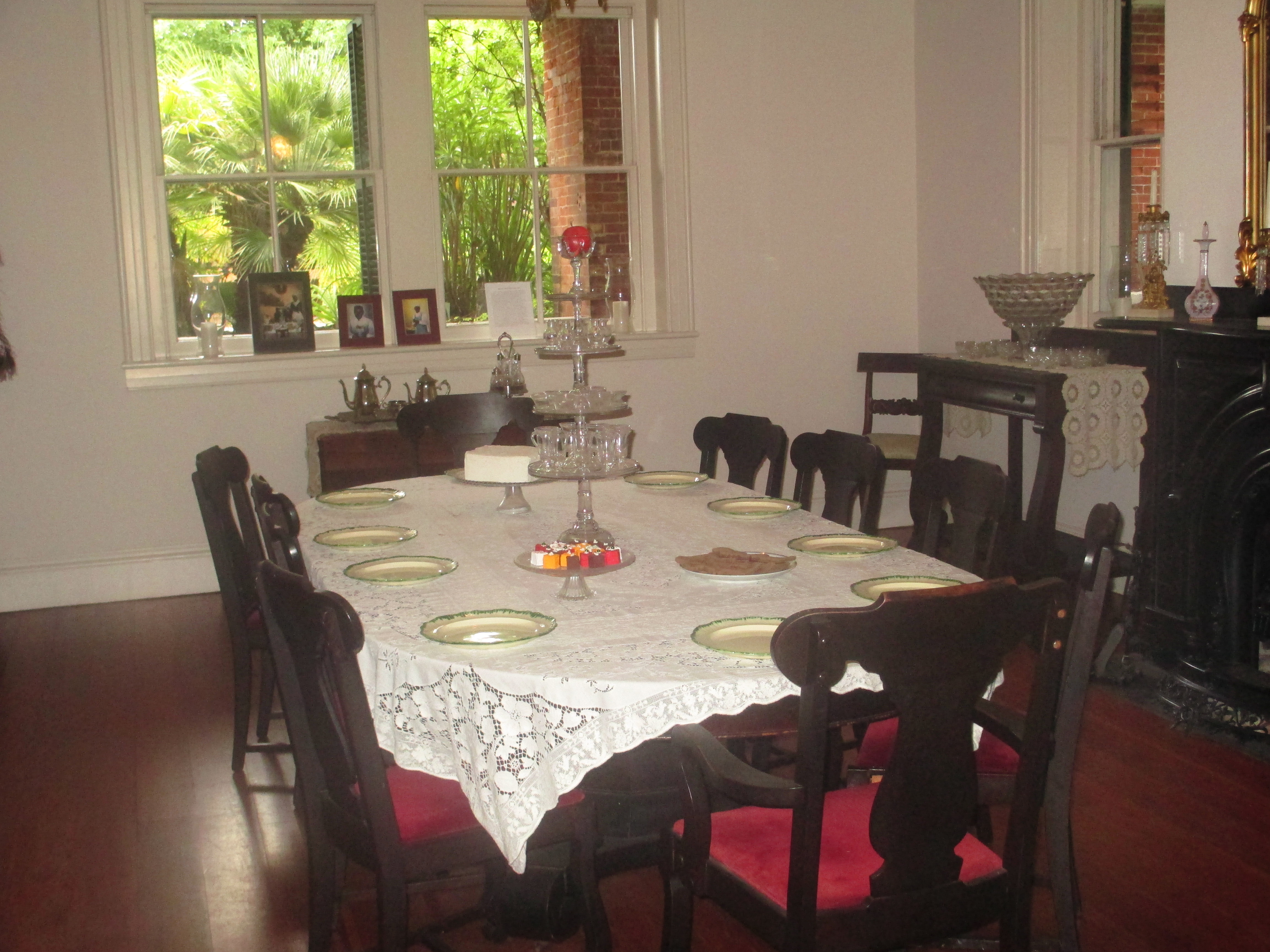
mesa de comedor formal

Después del Año Nuevo, la mayoría de los dibujos de Bunnell estaban completos y la mayoría de los materiales de construcción se habían pedido a Nueva York, incluidas las grandes columnas corintias, junto con varias persianas y cortinas de ventanas. Para febrero se había erigido una gran parte del marco de pino y en marzo se completaron las cornisas y el techo de hojalata de la mansión. Los cuartos de esclavos y una pequeña cochera, ambos hechos de ladrillo rojo, también estaban en la propiedad. Entre los hombres que construyeron la casa se encontraban varios trabajadores esclavizados de Wilmington, varios artesanos negros liberados y otros carpinteros calificados de la zona. William B. Gould y otros trabajadores y artesanos esclavizados exhibieron sus finas habilidades en las molduras de yeso del interior de la casa principal y el extenso trabajo en madera en las veintidós habitaciones de la casa. La mansión comenzó a tomar la forma de la última visión de Bunnell y Post. Después del final oficial de la guer

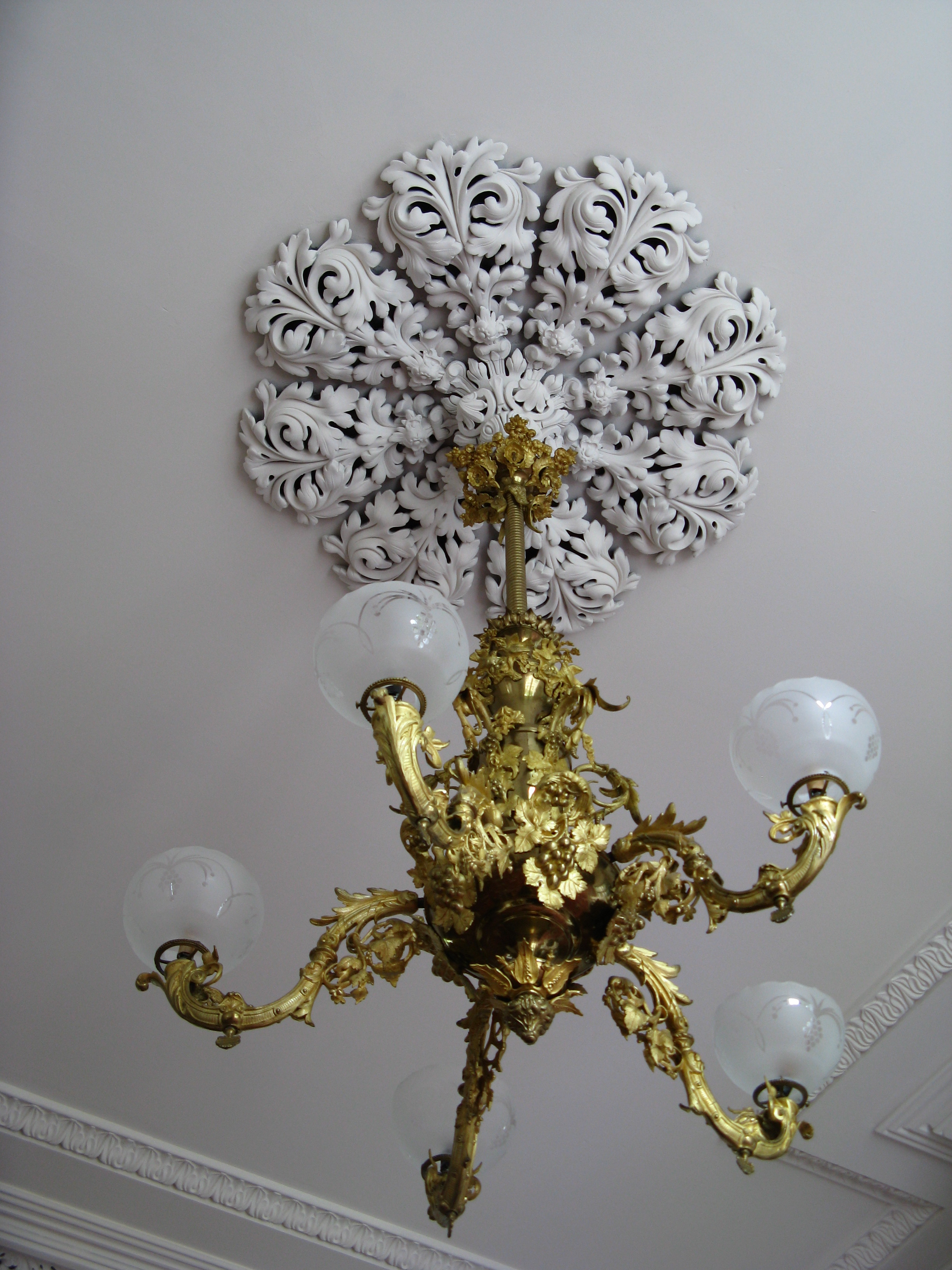
Uno de varios candelabros de gas dentro de Bellamy Mansion.

Aunque el Dr. Bellamy quería que su casa se construyera con un estilo clásico y de una manera confiable y antigua, estaba muy interesado en las utilidades e innovaciones modernas que permitirían a su familia vivir con comodidad. La casa estaba equipada con agua corriente caliente y fría, que era abastecida por una gran cisterna y una bomba. La mansión incluso estaba equipada con candelabros de gas para iluminar las grandes habitaciones. El techo de hojalata canalizada permite un drenaje y aislamiento rápidos y efectivos; Debido a los altos niveles de calor y humedad de Wilmington en los meses de verano, el Dr. Bellamy también quería que las grandes ventanas del primer piso, del tamaño de una puerta, se abrieran completamente y desaparecieran en la pared. Esto permitió que las brisas cruzadas circularan a través de la casa y de múltiples pasillos hacia y desde el porche envolvente.

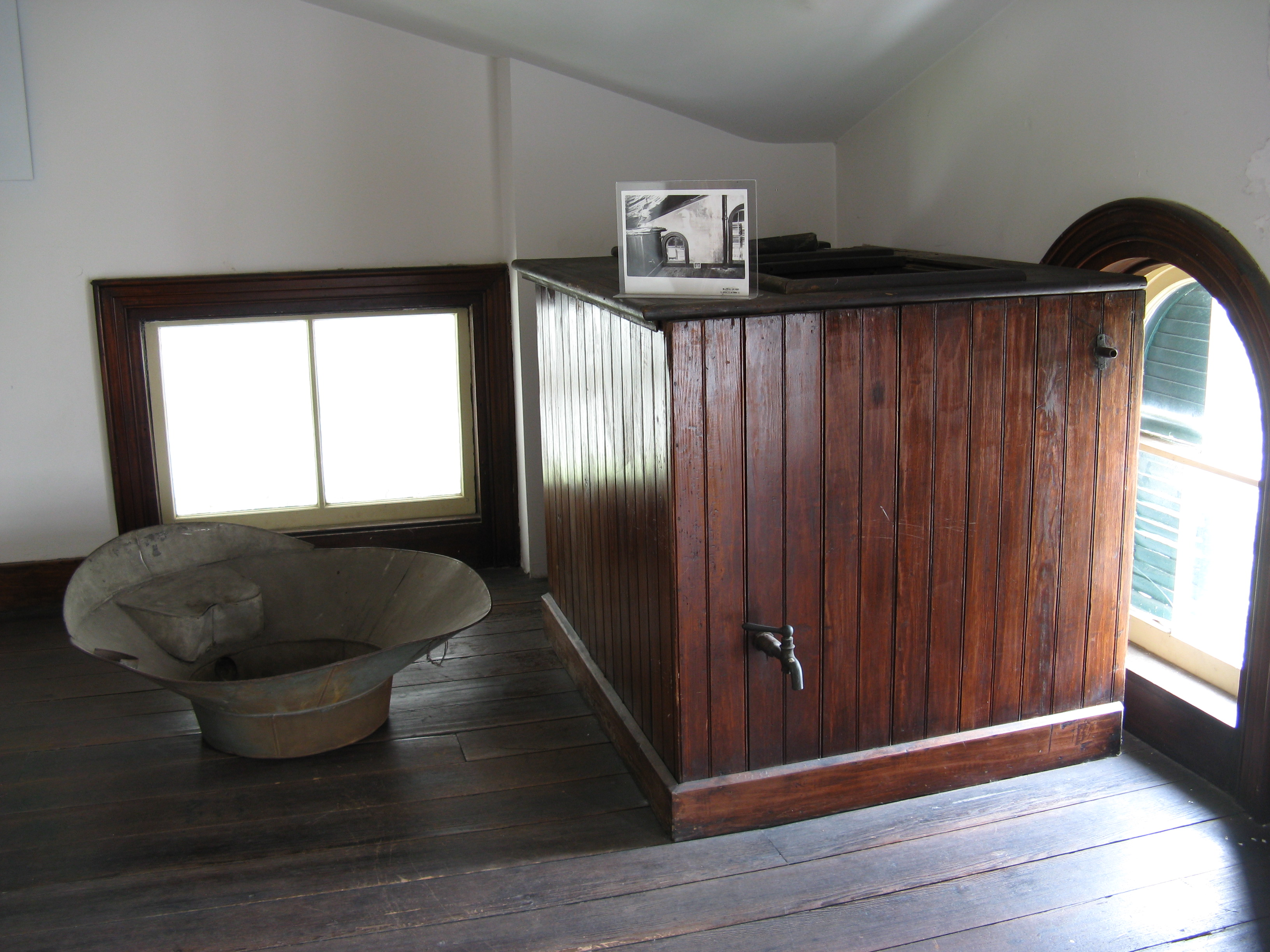
La cisterna y el lavabo ubicados en el último piso de Bellamy Mansion.

Debido a que las habitaciones de los niños en el piso superior no tenían estos grandes ventanales, se necesitaba otra forma de ventilar su espacio vital. Cada uno de los pequeños dormitorios en el último piso tenía conductos de ventilación que viajaban hacia arriba y desembocaban en el mirador en la parte superior de la mansión. En los días calurosos, las ventanas del mirador se abrían para crear un efecto de vacío que refrescara naturalmente los pisos superiores de la casa. Además de las diversas características modernas, la casa también estaba equipada con lujosos trabajos en madera, hierro y metal, junto con lujosas alfombras, muebles y otras formas de decoración. Aunque el Dr. Bellamy fue descrito como un hombre con un gusto un tanto conservador, necesitaba que su casa fuera moderna y confortable, acomodando a la gran cantidad de personas que vivían en ella.

### Cuartos de esclavos

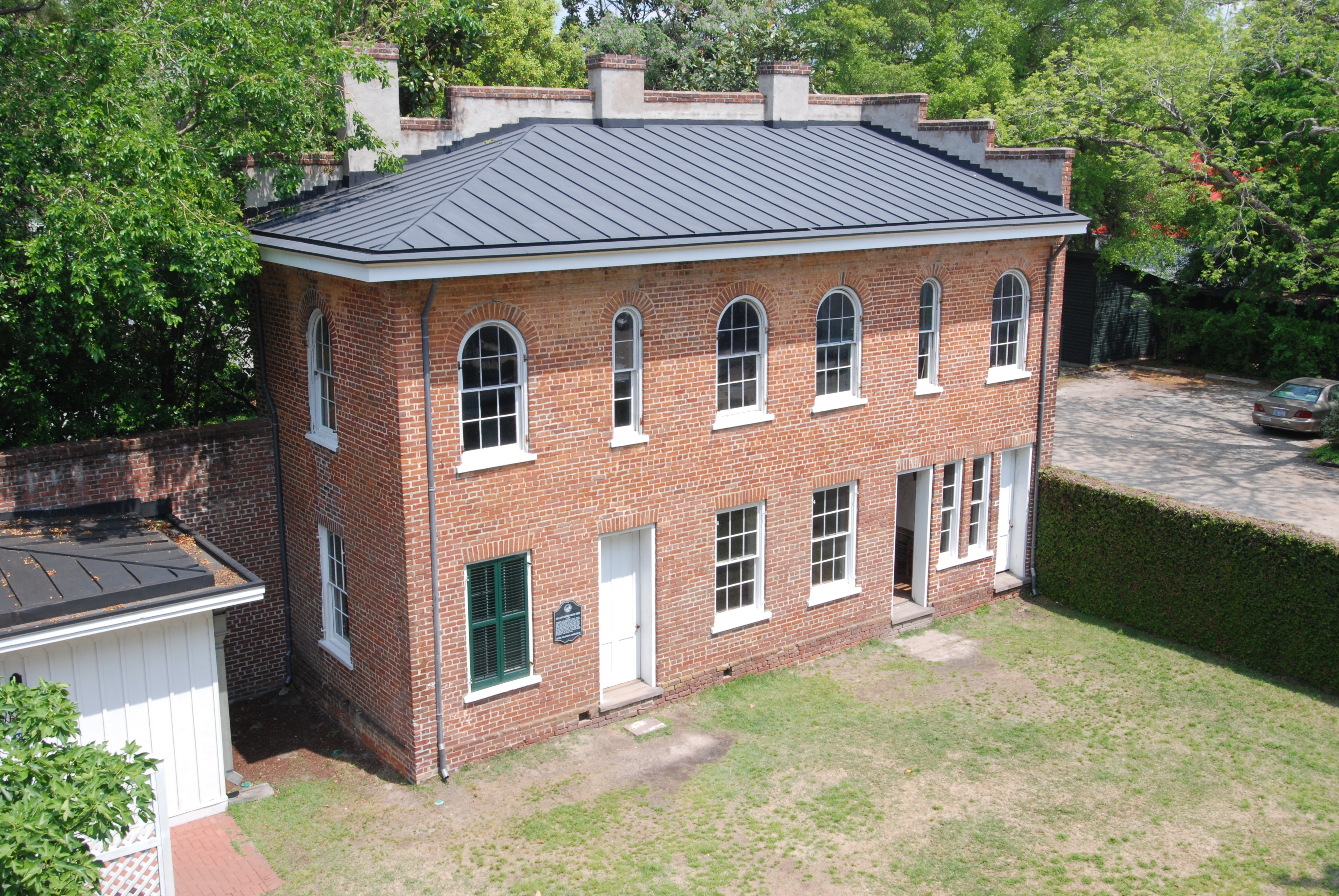
Los barrios de esclavos renovados

Los barrios de esclavos ahora restaurados en la propiedad son uno de los mejores ejemplos de barrios urbanos en el estado, y uno de los pocos abiertos al público. Siete mujeres afroamericanas esclavizadas vivían en este edificio, incluidas Sarah, el ama de llaves y cocinera, Mary Ann y Joan, enfermeras, Rosella, una enfermera y lavandera, y tres niños. Dos hombres esclavizados que vivían en la propiedad de Bellamy incluían a Guy, el mayordomo y cochero, y Tony, un trabajador y personal de mantenimiento . Lo más probable es que residieran en pequeñas habitaciones encima de la cochera. La arquitectura de los barrios de los esclavos es muy distinta y está hecha con mucho propósito. Las atractivas paredes de ladrillo y las persianas eran un signo de superioridad social para la familia Bellamy. Debido a que se trataba de barrios urbanos, el público podía verlos fácilmente desde el nivel de la calle. Tener un cuarto de esclavos visiblemente agradable daba la impresión de un alto estatus social para la familia. No hay ventanas en la parte trasera de los alojamientos de los esclavos, lo que significa que los trabajadores esclavos solo podían mirar y ver la casa principal, de la que estaban cerca. Altos muros, a veces de más de un pie de espesor, rodeaban toda la propiedad, formando un complejo donde los trabajadores pasaban el día. La pequeñez de los patios y jardines en el centro de los lotes parece magnificar el tamaño dominante de las paredes y enfatizar el aislamiento calculado de los cuartos. La implacable mampostería solo se rompía por el escarpado desnivel creado por la parte trasera de los edificios adyacentes: la parte trasera de las cocinas, los establos o los barrios vecinos de los esclavos. De pie en medio de la parcela, el trabajador esclavizado solo podía ver un laberinto de ladrillos y piedras. Así, el diseño físico del complejo dirigía a los trabajadores esclavizados a centrar su actividad en el dueño y la casa del dueño. Simbólicamente, la pendiente del techo de los alojamientos de los esclavos era más alta en el borde exterior y luego se inclinaba bruscamente hacia el patio; una expresión de la relación humana involucrada. Todo el diseño era concéntrico, dibujando la vida de los esclavos hacia adentro. Tras la Guerra Civil, este edificio se convirtió en vivienda de servicio.

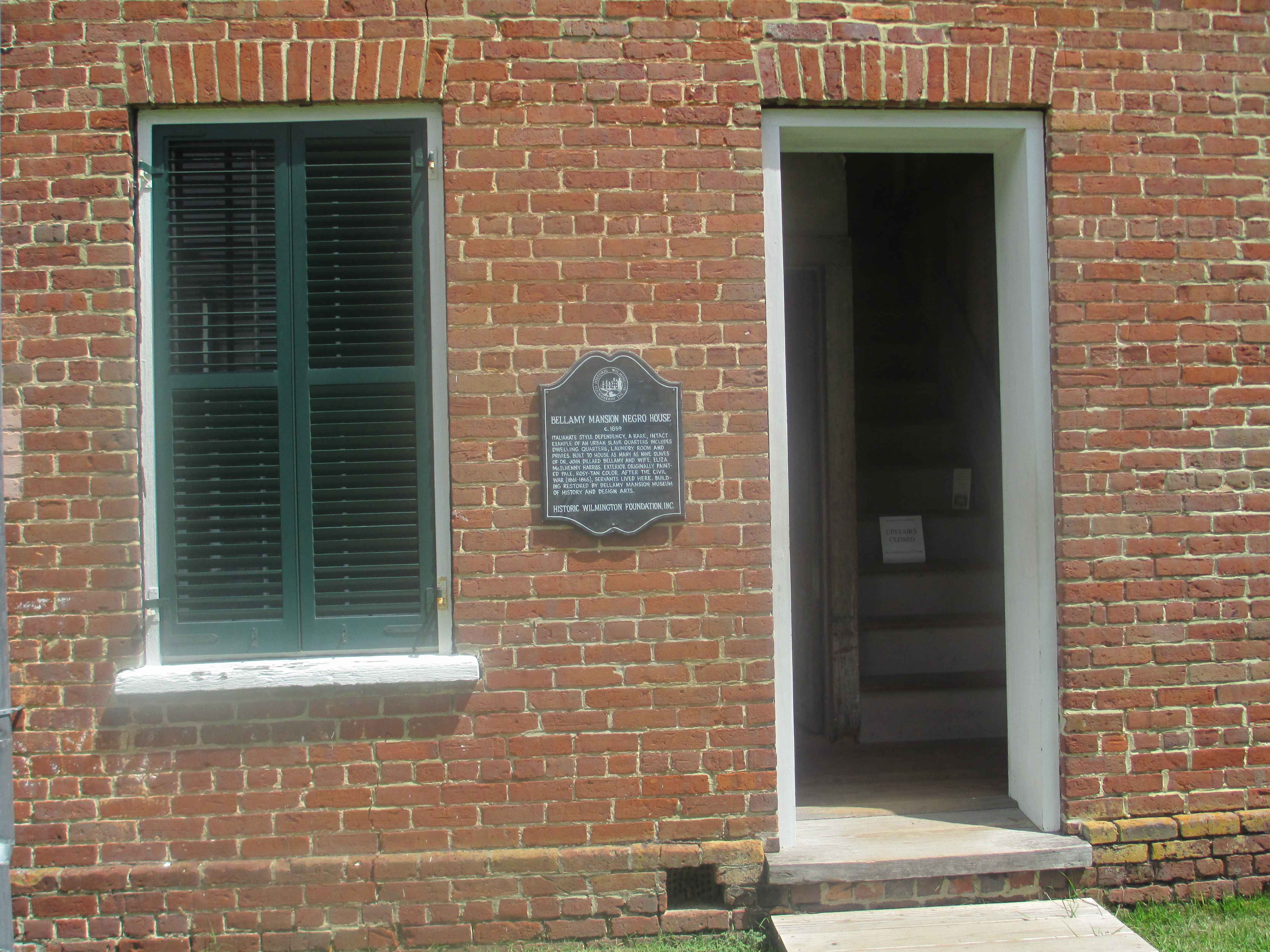
La Casa Negra en la Mansión Bellamy fue utilizada, primero, por esclavos y después de la guerra civil estadounidense por sirvientes.

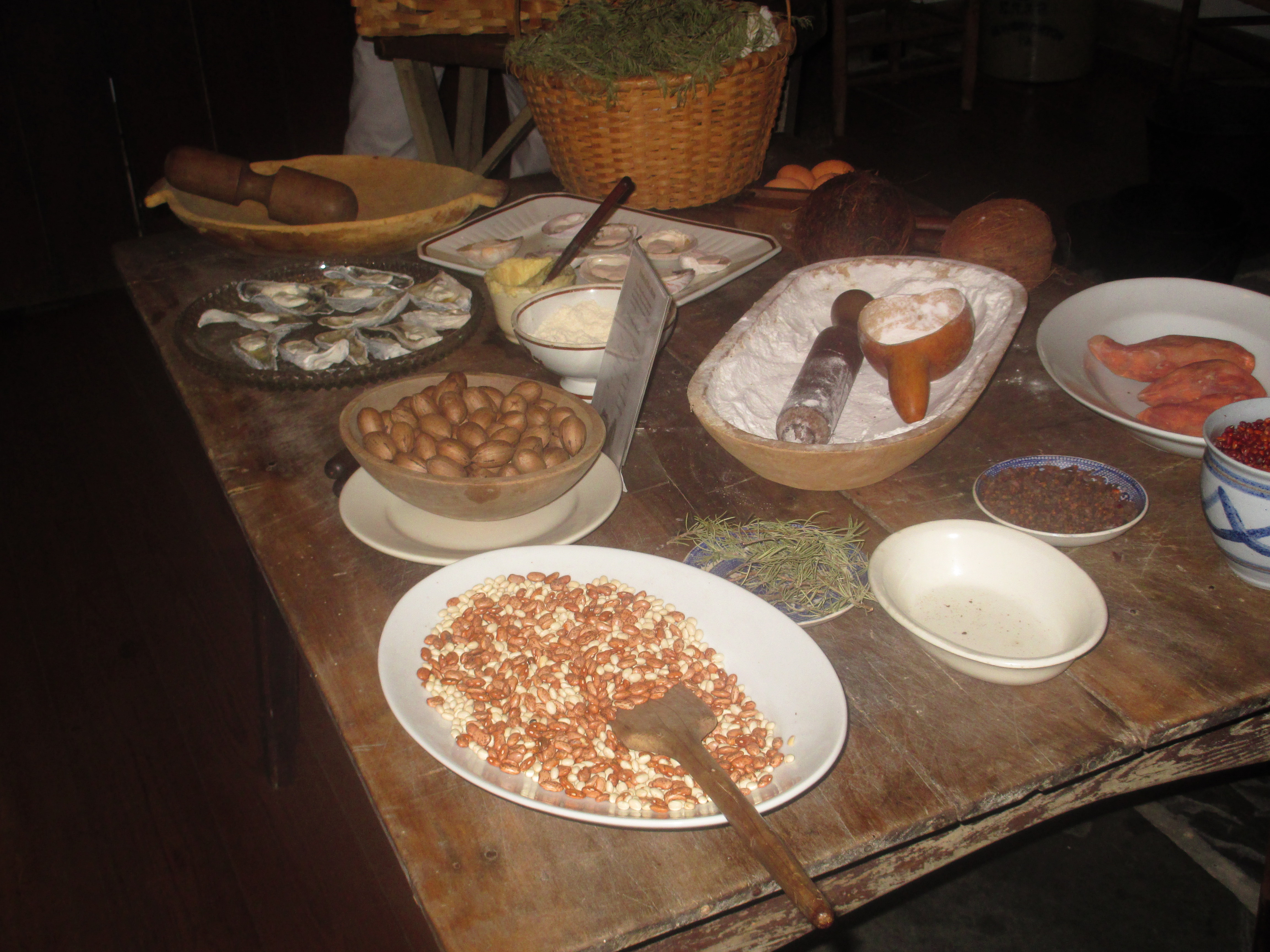
Muestra de alimentos servidos en Bellamy Mansion en el.

## Restauración
En febrero de 1972, los miembros de la cuarta generación de la familia Bellamy fundaron Bellamy Mansion, Inc., con la esperanza de comenzar la conservación y restauración de la casa histórica. Lamentablemente, un mes después, los pirómanos prendieron fuego a la casa. Si bien el departamento de bomberos pudo apagar las llamas, se produjeron grandes daños en gran parte del interior.
Después del devastador incendio de marzo de 1972, Bellamy Mansion, Inc. enfrentó una nueva serie de desafíos relacionados con la restauración de la casa. La casa había sufrido grandes daños en su trabajo de yeso y gran parte de la madera original había sido destruida. El daño adicional provino del agua necesaria para extinguir el incendio. Durante las próximas dos décadas, más miembros de la familia Bellamy y voluntarios de la comunidad se unieron para crear conciencia y recaudar fondos para el esfuerzo de restauración.
Durante las décadas de 1970 y 1980, Bellamy Mansion, Inc. trabajó para completar la restauración exterior de la casa principal y los cuartos de servicio en la parte trasera de la propiedad, y para recaudar fondos para las renovaciones interiores. En 1989, la corporación decidió donar la propiedad a la Fundación de Preservación Histórica de Carolina del Norte. Esto convirtió a la mansión en un sitio histórico público. Durante los años siguientes se completaron las reparaciones interiores necesarias y, en 1994, se inauguró oficialmente el Museo de Historia y Artes del Diseño de Bellamy Mansion.
Hoy en día, Bellamy Mansion es un museo en pleno funcionamiento, que se centra en la historia y las artes del diseño, y es una propiedad de conservación de Carolina del Norte. La institución presenta a menudo exhibiciones temporales de historia y diseño, así como varios eventos comunitarios, incluido el recorrido anual por los jardines del famoso Festival de la Azalea de Carolina del Norte en Wilmington. En 2001, la cochera de la parte trasera de la propiedad fue reconstruida y se convirtió en el centro de visitantes y edificio de oficinas del museo. Los cuartos de los esclavos, auténticos y únicos, totalmente restaurados a partir de 2014, sirven para representar las condiciones en las que vivían los trabajadores esclavizados. Debido a que los cuartos de esclavos de la propiedad se construyeron solo unos años antes de la abolición de la esclavitud, son algunos de los ejemplos mejor conservados de viviendas urbanas para esclavos en el país.
Al actuar como una organización sin fines de lucro, en Bellamy Mansion trabajan muchos voluntarios de la comunidad de Wilmington que conocen a la familia Bellamy y la historia de la casa misma. Las visitas guiadas por el museo se realizan de martes a sábado de 10:00 a. m. a 5:00 p. m. (el último recorrido comienza a las 4:00 p. m.) y los domingos de 1:00 p. m. a 5:00 p. m. (el último recorrido empieza a las 4:00 p. m.). Además de ser un museo operativo, Bellamy Mansion también está disponible para alquiler de bodas y eventos especiales. La estructura está ubicada en el número 503 de Market Street, en Wilmington y en la web en www.bellamymansion.org.